# Céline Lebrun
Pour les articles homonymes, voir Lebrun.
Céline Lebrun, née le 25 août 1976 dans le 18e arrondissement de Paris, est une judokate française. Vice-championne olympique lors des Jeux olympiques 2000 de Sydney, elle est également championne du monde, en toutes catégories, lors des mondiaux 2001 où elle remporte également la médaille de bronze en moins de 78 kg. Elle remporte deux autres médailles mondiales, le bronze en 1999 et 2005. Elle détient également neuf médailles européennes, dont cinq titres.

## Biographie
Abandonnée alors qu’elle est encore bébé par son père, un antillais, Céline Lebrun est élevée par sa mère, femme au foyer, et son mari, M. Lebrun, boucher. Le couple a six enfants et vivent à Brenouille près de Compiègne .
Après avoir d'abord fait du handball, elle décide à dix ans de faire un sport individuel et opte pour le judo. Formée au club local, elle rejoint en 1994 le pôle France d'Orléans. Toujours licenciée au club de Brenouille, elle devient championne de France espoir puis championne de France deuxième division en 1996. Elle signe en 1996 en faveur du club de l'Union sportive Orléans Loiret judo, club avec lequel elle remporte de nombreux titres dont la coupes d'Europe des clubs. En décembre de cette année 1996, elle remporte sa catégorie des moins de 72 kg lors des championnats du monde universitaires de Jonquière.
En 1997, elle s'impose lors du tournoi de Paris, devant Daima Beltrán en plus de 72 kg,. Elle participe ensuite aux championnats d'Europe à Ostende. Elle y remporte une médaille de bronze en plus de 72 kg, catégorie remportée par l'Allemande Johanna Hagn. Elle est également sélectionnée pour les mondiaux de Paris où elle partage la cinquième place en toutes catégories, battue par la Chinoise Hua Yuan lors du match pour la troisième place.
L'année suivante, elle remporte la médaille d'argent des championnats d'Europe d'Oviedo, battue par l'Espagnole Esther San Miguel en moins de 78 kg. Elle termine aussi deuxième championnats universitaires de Prague derrière l'Espagnole Beatriz Martin.
Elle remporte la médaille de bronze lors des mondiaux 1999 de Birmingham. Deux semaines plus tard, elle remporte son premier titre européen lors des championnats d'Europe 1999 de Bratislava, en s'imposant en finale devant la Russe Svetlana Panteleeva,.
Lors des Jeux olympiques de 2000 à Sydney, elle remporte son premier match face à Esther San Miguel par ippon, puis s'impose face à la Coréenne Lee So-yeon et la Cubaine Diadenis Luna pour atteindre la finale où elle est opposée à la Chinoise Tang Lin. Lors de ce match, Lebrun mène par un léger avantage avant de se voir rejoindre au score en concédant deux pénalités pour passivité. Le titre est finalement attribué aux drapeaux à la Chinoise. Bien que persuadée de l'injustice de cette décision, elle se remet très vite, déclarant qu'il y avait des choses plus graves dans le monde,.
En début d'année 2001, elle remporte les tournois de Paris puis de Varsovie. En mai, elle remporte le titre européen à Paris en moins de 78 kg en battant en finale la Belge Heidi Rakels,. Lors des mondiaux 2001 de Munich, elle remporte la médaille de bronze dans sa catégorie, compétition remportée par la Japonaise Noriko Anno. Elle concourt en toutes catégories où elle remporte le titre mondial en battant en finale l'Anglaise Karina Bryant par koka,,.
En 2002, elle est battue en finale du tournoi de Paris par la Japonaise Mizuho Matsuzaki. Elle est aussi deuxième à Rome et elle s'impose en finale des championnats d'Europe de Maribor face à l'Italienne Lucia Morico.
En début d'année 2003, elle termine troisième d'un tournoi à Moscou puis du tournoi de Paris. Elle remporte la médaille de bronze lors des championnats d'Europe de Düsseldorf. Lors des mondiaux 2003 d'Osaka, elle participe de nouveau aux deux catégories des moins de 78 kg, où elle s'incline en quart de finale face à la Brésilienne Edinanci Silva puis lors du match pour le bronze face à l'Espagnole Esther San Miguel, et en toutes catégories, où elle est privée de la médaille de bronze par la Cubaine Daima Beltrán.
Lors des Jeux olympiques d'été de 2004 elle échoue de nouveau dans son rêve olympique. Elle est éliminée par la future championne olympique Noriko Anno au Golden Score puis s'incline face à la Cubaine Yurisel Laborde sur ippon. Elle décide alors de repartir pour de nouveaux Jeux olympiques.
L'année suivante, elle remporte le tournoi de Paris en s'imposant sur balayage face à la Russe Vera Moskalyuk grâce à un petit balayage. Elle remporte ensuite le championnat d'Europe de  Rotterdam où elle bat en finale la Britannique Rachel Wilding. Elle commence l'année 2006 par deux victoires lors de tournois, celui de Paris puis de Varsovie. Lors des championnats d'Europe à Tampere, elle est battue en finale par Vera Moskalyuk,. Elle remporte les championnats du monde par équipes disputés en France, les Françaises battant en finale les Cubaines sur le score de 4 à 0 après avoir éliminé les Japonaises lors du tour précédent. Lors de la finale, Céline Lebrun  fait match nul avec Yurisel Laborde.
Blessée en février 2007 lors du tournoi de Paris, elle est éloignée des tatamis pendant plusieurs mois. Atteinte d'une rupture du ligament interne du genou droit, elle voit sa rivale dans la catégorie, Stéphanie Possamaï, décrocher le titre européen et le billet pour les Mondiaux de Rio de Janeiro. Céline Lebrun fait son retour à la compétition lors d'un tournoi en Biélorussie qu'elle remporte face à l'Allemande Jenny Karl. Pour les Jeux olympiques de 2008, c'est Possamaï qui est finalement choisie pour défendre les chances françaises, Céline Lebrun assurant le rôle de remplaçante.
En février 2009, Céline Lebrun remporte une nouvelle fois le tournoi de Paris, sa sixième victoire dans ce tournoi. Elle retrouve l'équipe de France à l'occasion des championnats d'Europe de Tbilissi où elle est préférée à Stéphanie Possamaï. Elle s'incline en demi-finale face à l'Ukrainienne Maryna Pryshchepa avant de s'incliner face à la Biélarusse Sviatlana Tsimashenka lors du match pour l'obtention de la médaille de bronze. De nouveau mise en concurrence avec Possamaï, elle lui est préférée pour les mondiaux de Rotterdam après sa victoire sur celle-ci en finale du tournoi de Rio,. Elle s'incline en quart de finale au golden score face à la Néerlandaise Marhinde Verkerk puis lors du match du match pour la médaille de bronze face à l'Allemande Heide Wollert, sur ippon.
Le 17 janvier 2010, elle s'impose dans la catégorie des 78 kg lors du premier Masters mondial de judo à Séoul. Lors des mondiaux 2010 de Tokyo, elle est battue lors des repêchages par la Japonaise Akari Ogata. Elle partage ainsi la septième place. En toutes catégories, elle termine à la cinquième place. 
En mars 2014, elle devient entraîneur de l'équipe féminine de l'ACS Peugeot Citroën Mulhouse Judo, en remplacement de Jane Bridge.

## Club
- US Orléans Judo Jujitsu

## Palmarès

### Jeux olympiques
- Jeux olympiques 2000 à Sydney ( Australie) :
  -  Médaille d'argent dans la catégorie des -78 kg.
- Jeux olympiques 2004 à Athènes ( Grèce) :
  - 5e dans la catégorie des -78 kg.
- Jeux olympiques 2008 à Pékin ( Chine) :
  - Remplaçante dans la catégorie des -78 kg.

### Championnats du monde
Individuel :
| éditions          | 1997 | 1999 | 2001 | 2003 | 2005 | 2007 | 2009 | 2010 |
| ----------------- | ---- | ---- | ---- | ---- | ---- | ---- | ---- | ---- |
| - 78 kg           | -    | 3e   | 3e   | 5e   | 3e   | -    | 5e   | 7e   |
| Toutes catégories | 5e   | -    | 1er  | 5e   | -    | -    | -    | 5e   |

Par équipes :
- Médaille d'or aux championnats du Monde par équipes 2006 à Paris ( France).

### Championnats d'Europe
Individuel :
| éditions | 1997 | 1998 | 1999 | 2000 | 2001 | 2002 | 2003 | 2005 | 2006 | 2009 |
| -------- | ---- | ---- | ---- | ---- | ---- | ---- | ---- | ---- | ---- | ---- |
| + 72 kg  | 3e   | -    | -    | -    | -    | -    | -    | -    | -    | -    |
| - 78 kg  | -    | 2e   | 1er  | 1er  | 1er  | 1er  | 3e   | 1er  | 2e   | 5e   |

Par équipes :
- Médaille d'or aux championnats d'Europe par équipes 1997.
- Médaille d'or aux championnats d'Europe par équipes 1998.

### Autres
- Grade: Ceinture Blanche-rouge 6e DAN (2010)[33].

Tournois :
- 6 victoires au Tournoi de Paris, en 1997, 2001, 2004, 2005, 2006, 2009.
- Victoire au Masters mondial de judo 2010 à Séoul ( Corée du Sud)

En club :
- Coupe d'Europe des clubs 2000/2001/2005/2007/2008 avec l'USOJJ.

En tant qu'entraîneur :
3e Championnat de France par équipe Junior Féminine (ACS Peugeot Citroën Mulhouse).

### Distinction
Céline Lebrun est élevée en novembre 2000 au grade chevalier de l'Ordre national du Mérite.